# Dabuyiderne
Dabuyiderne eller Dabuyideriget var et zoroastriaransk iransk dynasti, der blev grundlagt i begyndelsen af syvende århundrede som en uafhængig gruppe af herskere, der var konger over Tabaristan og dele af det vestlige Khorasan. Dabuyideriget varede fra ca. 642 til den muslimske erobring i 760.

## Dabuyidiske konger
- Gil Gavbara (642-660)
- Dabuya (660-676)
- Farrukhan den Store (712-728)
- Dadhburzmihr (728-740/41)
- Farrukhan den Lille (740/41-747/48) som regent for Khurshid
- Khurshid (740–760)